# Rita Karin
Rita Karin (Vilnius, 24 ottobre 1919 – New York, 10 settembre 1993) è stata un'attrice polacca.

## Biografia
Nata a Vilnius, attualmente capitale della Lituania ma che all'epoca apparteneva ancora alla Polonia, è nota per aver interpretato Yetta nel pluripremiato film (per l'interpretazione di Meryl Streep) La scelta di Sophie. Ha preso parte in alcuni film a partire dal 1971 ed ha continuato a recitare fino alla sua morte, avvenuta nel 1993 a 73 anni.

## Filmografia

### Cinema
- La gang che non sapeva sparare (The Gang That Couldn't Shoot Straight), regia di James Goldstone (1971)
- Voglio la libertà (Up the Sandbox), regia di Irvin Kershner (1972) – Non accreditata
- Uppercut (Matilda), regia di Daniel Mann (1978)
- Moses Wine detective (The Big Fix), regia di Jeremy Kagan (1978)
- La scelta di Sophie (Sophie's Choice), regia di Alan J. Pakula (1982)
- Nemici, una storia d'amore (Enemies, A Love Story), regia di Paul Mazursky (1989)
- Dice lui, dice lei (He Said, She Said), regia di Ken Kwapis e Marisa Silver (1991)
- Age Isn't Everything, regia di Douglas Katz (1991)
- Buona fortuna, Mr. Stone (The Pickle), regia di Paul Mazursky (1993)
- Full Cycle, regia di Shira-Lee Shalit (1994)

### Televisione
- Nicky's World, regia di Paul Stanley (1974) – Film tv
- ABC Afterschool Specials – Episodio Starstruck (1981)
- Kate e Allie (Kate & Allie) – Episodio Diner (1984)
- Kojak: Assassino a piede libero (Kojak: The Belarus File), regia di Robert Markowitz (1985) – Film tv
- Brass, regia di Corey Allen (1985) – Film tv
- Starting from Scratch – Episodio The Horse Race (1988)
- Gideon Oliver – Episodio Sleep Well, Professor Oliver (1989)
- Jackie e Mike (Chicken Soup) – 12 episodi (1989)
- Tribeca – Episodio Stepping Back (1993)